# 윌리엄 니스카넨

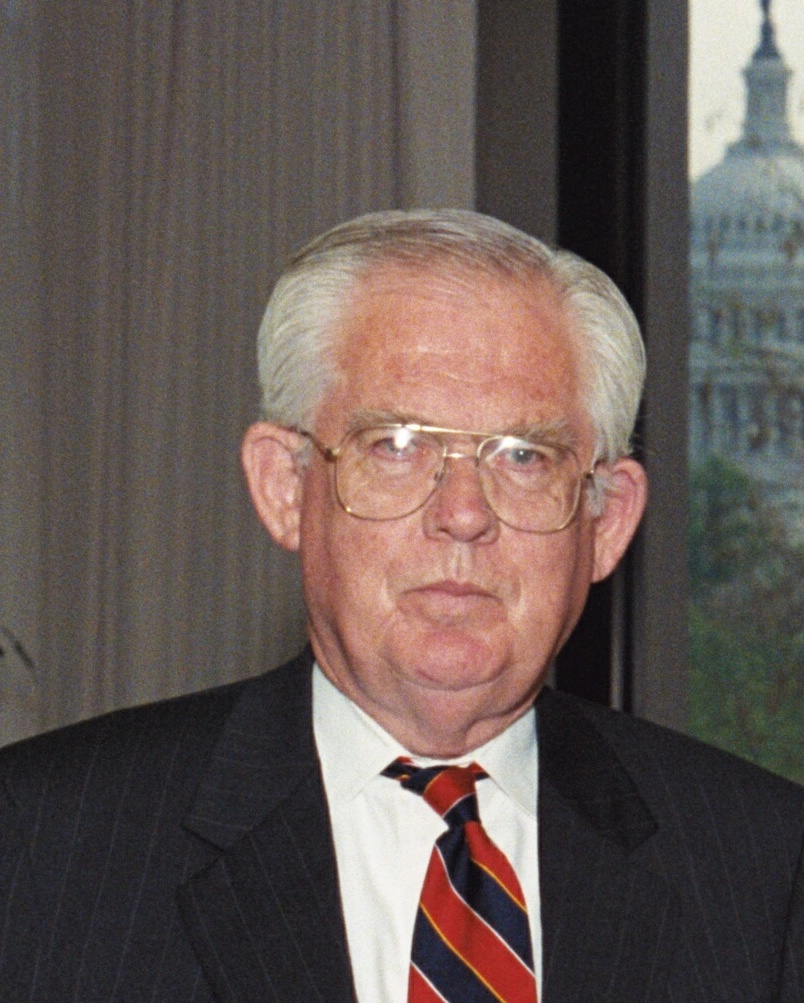

윌리엄 아서 니스카넨(William Arthur Niskanen, 1933년 3월 13일 – 2011년 10월 26일)은 미국의 경제학자였다. 그는 레이건 대통령의 경제 프로그램 설계자 중 한 사람이었으며 공공 선택 이론에 기여했다. 그는 또한 자유 주의적 싱크탱크인 케이토 연구소의 오랜 회장이었다.

## 어린 시절과 교육
니스카넨은 오리건 주 벤드에서 태어나고 자랐다. 1954년 하버드 대학교에서 학사 학위를 받았다. 그는 시카고 대학교에서 경제학 대학원 공부를 추구했는데, 그곳에서 그의 교사는 밀턴 프리드먼과 당시 시카고 학파로 알려지게 될 아이디어로 경제학, 공공 정책 및 법률에 혁명을 일으킨 다른 저명한 경제학자들을 포함했다. 니스카넨은 1955년에 석사 학위를, 1962년에 알코올 음료 판매 경제학에 관한 논문을 작성하여 박사 학위를 받았다.

## 경력
박사 학위를 취득한 후 니스카넨은 1957년 국방 정책 분석가로 랜드 연구소에 합류하여 경제 및 수학적 모델링 기술을 사용하여 군사 효율성을 분석하고 개선했다. 그의 업적 중에는 공군 수송 시스템의 400줄 선형 프로그래밍 모델을 개발한 것이 있다. 그의 모델 프로그래머는 나중에 노벨 경제학상을 수상한 젊은 윌리엄 샤프였다.
펜타곤에서 근무하는 동안 니스카넨은 국가의 정치적 리더십에 환멸을 느꼈고 나중에 대통령과 다른 행정부 관리들이 대중에게 "... 규칙적으로 거짓말"했다고 주장했다. 그는 이러한 환멸 때문에 때때로 미국이 1969년에 진정으로 달에 착륙했는지 의문을 갖게 만들었다고 자주 말했다
니스카넨은 1964년 국방부를 떠나 국방 분석 연구소의 프로그램 분석 부서 책임자가 되었다. 1972년에 그는 닉슨 행정부 정책에 대한 내부 비판으로 인해 OMB에서의 재임 기간이 짧아지긴 했지만 관리예산실 부국장으로 공직에 복귀했다.
니스카넨은 워싱턴을 떠나 학계로 돌아와 1972년 캘리포니아 대학교 버클리 캠퍼스의 경제학 교수가 되어 1975년 포드 모터 컴퍼니의 수석 경제학자가 될 때까지 재직했다. 버클리에 있는 동안 니스카넨은 학교의 공공 정책 대학원 설립을 도왔다. 캘리포니아에 머무는 동안 그는 당시 주지사였던 로널드 레이건을 알게 되었고, 그는 그를 주 경제 태스크포스에 임명했다.
차기 대통령 로널드 레이건은 니스카넨을 경제자문위원회에 임명하여 행정부 정책을 알리기 위한 경제 연구를 수행하고 분석하는 일을 담당했다.
레이건 행정부를 떠난 후 니스카넨은 자유주의 케이토 연구소에 합류하여 1985년부터 2008년까지 이사회 의장을 역임했으며 적극적인 정책 학자였다. 그는 2008년부터 2011년 사망할 때까지 케이토 연구소의 명예 회장이었다.

## 학술적 기여
니스카넨은 정치인과 기타 공무원의 행동을 조사하는 경제 및 정치 과학 분야인 공공 선택 이론에 저명한 기여를 했다. 공공선택론은 이러한 행위자가 공익에 대한 사심 없는 관심에 의해 동기가 부여된다는 전통적인 개념을 피하고 대신 다른 행위자와 마찬가지로 일반적으로 자기 이익을 추구하는 것으로 간주했다. 공공 선택 이론에 대한 그의 주요 공헌은 예산 극대화 모형, 즉 관료가 기관의 예산과 권한을 최대화하려고 시도한다는 개념이었다. 그는 1971년 책 《관료제와 대의제 정부》에서 이 이론을 발표했다.